# Martiri del Vietnam
I martiri del Vietnam sono un gruppo di 117 tra ecclesiastici, religiosi, missionari e laici uccisi nel corso di diverse persecuzioni in Tonchino, Cocincina e Annam tra il 1745 e il 1862.
Otto di loro erano vescovi, 50 preti e 59 laici; oltre ai vietnamiti (96), il gruppo comprende 11 domenicani spagnoli e 10 francesi della Società per le missioni estere di Parigi.
La maggior parte (75) subì la decapitazione, gli altri vennero strangolati, arsi vivi, squartati o morirono in prigionia dopo varie torture.
I martiri furono beatificati in quattro distinti riti: 64 di loro il 27 maggio 1900 da papa Leone XIII; 8 da papa Pio X il 20 maggio 1906; 20 sempre da Pio X il 2 maggio 1909 e 25 da papa Pio XII il 29 aprile 1951. Furono proclamati santi e dichiarati patroni del Vietnam da papa Giovanni Paolo II il 19 giugno 1988.
Il capofila del gruppo è ritenuto il sacerdote vietnamita Andrea Dũng Lạc, decapitato il 21 dicembre 1839; gli altri nomi evidenziati dalla formula di canonizzazione sono stati quelli del seminarista Tommaso Trần Văn Thiện, di Emmanuel Lê Văn Phụng, catechista e padre di famiglia, del vescovo domenicano spagnolo Jerónimo Hermosilla e del presbitero francese Jean-Théophane Vénard.
Secondo il Calendario romano generale, la memoria dei santi Andrea Dũng Lạc e compagni è obbligatoria e si celebra il 24 novembre.
Di seguito, le date e i luoghi del martirio e i nomi dei martiri:
- 22 gennaio 1745 a Thăng Long 
  - Francesc Gil de Federich de Sans, sacerdote professo dell'ordine domenicano, nato il 14 dicembre 1702 a Tortosa
  - Mateo Alonso de Leciñana y Alonso, sacerdote professo dell'ordine domenicano, nato il 26 novembre 1702 a Nava del Rey
- 7 novembre 1773 a Ðồng Mơ
  - Vinh-sơn Lê Quang Liêm, sacerdote professo dell'ordine domenicano, nato verso il 1732 a Trà Lũ
  - Jacinto Castañeda Puchasóns, sacerdote professo dell'ordine domenicano, nato il 13 novembre 1743 a Xàtiva
- 17 settembre 1798 a Bãi Dâu
  - Emmanuel Nguyễn Văn Triệu, sacerdote del clero del vicariato apostolico di Cocincina, nato verso il 1756 a Thợ Đúc
- 28 ottobre 1798 a Chợ Rạ
  - Gioan Ðạt, sacerdote del clero del vicariato apostolico del Tonchino occidentale, nato verso il 1765 a Đồng Chuối
- 11 ottobre 1833 a Quan Ban
  - Phêrô Lê Tùy, sacerdote del clero del vicariato apostolico del Tonchino occidentale, nato verso il 1773 a Bằng Sơn
- 17 ottobre 1833 a Bãi Dâu
  - François-Isidore Gagelin, sacerdote della Società per le missioni estere di Parigi, nato il 10 maggio 1799 a Montperreux
- 23 ottobre 1833 a Thở Đuc
  - Phaolô Tống Viết Bường, laico, nato verso il 1773 a Phủ Cam
- 28 novembre 1835 a An Hòa
  - Anrê Trần Văn Trông, laico, nato verso il 1808 a Kim Long
- 30 novembre 1835 a Thở Đuc
  - Joseph Marchand, sacerdote della Società per le missioni estere di Parigi, nato il 17 agosto 1803 a Passavant
- 20 settembre 1837 a Sơn Tây
  - Jean-Charles Cornay, sacerdote della Società per le missioni estere di Parigi, nato il 27 febbraio 1809 a Loudun
- 20 novembre 1837 a Ô Cầu Giấy
  - Phanxicô Xaviê Cần, laico, coniugato, catechista, nato verso il 1803 a Sơn Miêng
- 25 giugno 1838 a Nam Định
  - Domenico Henares de Zafra Cubero, domenicano, vescovo ausiliare del vicariato apostolico del Tonchino orientale, nato il 19 dicembre 1765 a Baena
  - Phanxicô Ðỗ Văn Chiểu, laico, catechista, nato verso il 1797 a Trung Lễ
- 30 giugno 1838 a Hải Dương
  - Vihn Sơn Ðỗ Yến, sacerdote professo dell'ordine domenicano, nato verso il 1764 a Trà Lũ
- 4 luglio 1838 a Hưng Yên
  - Giuse Nguyến Ðình Uyển, laico del terz'ordine secolare domenicano, nato verso il 1775 a Ninh Cường
- 12 luglio 1838 a Nam Định
  - Clemente Ignacio Delgado Cebrián, domenicano, vicario apostolico del Tonchino orientale, nato il 23 novembre 1761 a Villafeliche
- 15 luglio 1838 a Nam Định
  - Phêrô Nguyến Bá Tuần, sacerdote del clero del vicariato apostolico del Tonchino orientale, nato il 1766 a Ngoc Ðông
- 24 luglio 1838 a Nam Định
  - José Fernández de Ventosa, sacerdote professo dell'ordine domenicano, nato il 3 settembre 1775 a Ventosa de la Cuesta
- 1º agosto 1838 a Ba Tòa
  - Bênađô Võ Văn Duê, sacerdote del clero del vicariato apostolico del Tonchino orientale, nato nel 1755 a Quần Anh
  - Ðaminh Nguyện Văn Hạnh, sacerdote professo dell'ordine domenicano, nato il 1772 a Năng A
- 12 agosto 1838 a Bảy Mẫu 
  - Giacôbê Ðỗ Mai Năm, sacerdote del clero del vicariato apostolico del Tonchino occidentale, nato verso il 1781 a Đông Biên
  - Antôn Nguyện Ðích, laico, coniugato, nato verso il 1769 a Chi Long
  - Micae Nguyễn Huy Mỹ, laico, nato verso il 1804 a Kẻ Vĩnh
- 21 agosto 1838 a Bảy Mẫu
  - Giuse Ðặng Văn Viên, sacerdote del clero del vicariato apostolico del Tonchino orientale, nato verso il 1787 a Tiên Chu
- 5 settembre 1838 a Bắc Ninh Tai
  - Phêrô Nguyễn Văn Tự, sacerdote professo dell'ordine domenicano, nato verso il 1796 a Ninh Cường
  - Giuse Hoàng Lương Cảnh, laico del terz'ordine secolare domenicano, nato verso il 1763 a Làng Văn, Bắc Giang
- 21 settembre 1838 a Nhan Biều
  - François Jaccard, sacerdote della Società per le missioni estere di Parigi, nato il 16 settembre 1799 a Onnion
  - Tôma Trần Văn Thiện, seminarista del vicariato apostolico di Cocincina, nato verso il 1820 a Trung Quán
- 24 novembre 1838 a Ðồng Hới
  - Pierre-Rose-Ursule-Dumoulin Borie, membro della Società per le missioni estere di Parigi, vicario apostolico del Tonchino occidentale, nato il 20 febbraio 1808 a Beynat
  - Phêrô Võ Ðăng Khoa, sacerdote del clero del vicariato apostolico del Tonchino occidentale, nato verso il 1790 a Thuận Nghĩa
  - Vinh Sơn Nguyễn Thế Ðiểm, sacerdote del clero del vicariato apostolico del Tonchino occidentale, nato verso il 1761 ad An Dô
- 18 dicembre 1838 a Sơn Tây 
  - Phaolô Nguyễn Văn Mỹ, laico, catechista, nato verso il 1798 a Kẻ Non
  - Phêrô Trương Văn Ðường, laico, catechista, nato verso il 1808 a Kẻ Sở
  - Phêrô Vũ Văn Truật, laico, catechista, nato verso il 1816 a Kẻ Thiếc
- 2 aprile 1839 a Nam Định
  - Ðaminh Tước, sacerdote professo dell'ordine domenicano, nato verso il 1775 a Trung Lao
- 12 giugno 1839 a Thừa Thiên
  - Augustinô Phan Viết Huy, laico, nato verso il 1795 a Hạ Linh
  - Nicolas Bùi Ðức Thể, laico, nato verso il 1792 a Kiên Trung
- 18 luglio 1839 a Nam Định
  - Ðaminh Ðinh Ðạt, laico, nato verso il 1803 a Phú Nhai
- 26 novembre 1839 a Bảy Mẫu
  - Tôma Ðinh Viết Dụ, sacerdote professo dell'ordine domenicano, nato verso il 1783 a Phú Nhai
  - Ðaminh Nguyễn Văn Xuyên, sacerdote professo dell'ordine domenicano, nato verso il 1786 a Hưng Lập
- 19 dicembre 1839 a Cổ Mễ
  - Phanxicô Xaviê Hà Trọng Mậu, laico del terz'ordine secolare domenicano, nato verso il 1790 a Kẻ Riền
  - Ðaminh Bùi Văn Úy, laico del terz'ordine secolare domenicano, nato verso il 1801 a Tiên Môn
  - Augustinô Nguyễn Văn Mới, laico del terz'ordine secolare domenicano, nato verso il 1806 a Phú Trang
  - Tôma Nguyễn Văn Ðệ, laico del terz'ordine secolare domenicano, nato verso il 1811 a Bồ Trang
  - Stêphanô Nguyễn Văn Vinh, laico del terz'ordine secolare domenicano, nato verso il 1813 a Phú Trang
- 21 dicembre 1839 a Ô Cầu Giấy
  - Anrê Trần An Dũng Lạc, sacerdote del clero del vicariato apostolico del Tonchino occidentale, nato verso il 1795 a Bắc Ninh
  - Phêrô Trương Văn Thi, sacerdote del clero del vicariato apostolico del Tonchino occidentale, nato verso il 1763 a Kẻ Sở
- 28 aprile 1840 a Ninh Bình
  - Phaolô Phạm Khắc Khoan, sacerdote del clero del vicariato apostolico del Tonchino occidentale, nato verso il 1771 a Duyên Mậu
  - Gioan Baotixta Ðinh Văn Thành, laico, catechista, nato verso il 1796 a Nôn Khê
  - Phêrô Nguyễn Văn Hiển, laico, catechista, nato verso il 1783 a Ðồng Chuối
- 9 maggio 1840 a Nam Định
  - Giuse Hiên, sacerdote professo dell'ordine domenicano, nato verso il 1769 a Quân Anh Ha
- 5 giugno 1840 a Ô Cầu Giấy
  - Luca Vŭ Bá Loan, sacerdote del clero del vicariato apostolico del Tonchino occidentale, nato verso il 1756 a Trại Bút
- 27 giugno 1840 a Nam Định
  - Tôma Toán, laico del terz'ordine secolare domenicano, catechista, nato verso il 1764 a Cần Phán
- 10 luglio 1840 a Ðồng Hới
  - Phêrô Nguyễn Khắc Tự, laico, catechista, nato verso il 1808 a Ninh Bình
  - Antôn Nguyễn Hữu Quỵnh, laico, nato verso il 1768 a Mỹ Hương
- 18 settembre 1840 a Bảy Mẫu
  - Ðaminh Trạch Đoài, sacerdote professo dell'ordine domenicano, nato verso il 1772 a Ngoại Vối
- 8 novembre 1840 a Bảy Mẫu
  - Giuse Nguyễn Ðình Nghi, sacerdote del clero del vicariato apostolico del Tonchino occidentale, nato verso il 1771 a Kẻ Vồi
  - Phaolô Nguyễn Ngân, sacerdote del clero del vicariato apostolico del Tonchino occidentale, nato verso il 1771 a Kẻ Biên
  - Martinô Tạ Ðức ThỊnh, sacerdote del clero del vicariato apostolico del Tonchino occidentale, nato verso il 1760 a Kẻ Sặt
- 8 novembre 1840 a Bảy Mẫu
  - Martinô Thọ, laico, nato verso il 1787 a Kẻ Báng
  - Gioan Baotixta Còn, laico, nato verso il 1805 a Kẻ Báng
- 12 dicembre 1840 ad An Hòa
  - Simon Phan Ðắc Hòa, laico, coniugato, nato verso il 1787 a Mai Vinh
- 12 luglio 1841 a Nam Định
  - Anê Lê ThỊ Thành Bà Ðê, laica, coniugata e madre di famiglia, nata verso il 1781 a Bá Ðền
- 12 luglio 1842 a Hà Tĩnh
  - Phêrô Khan, sacerdote del clero del vicariato apostolico del Tonchino occidentale, nato verso il 1780 a Hòa Huệ
- 11 maggio 1847 a Chợ Ðŭi
  - Matthêô Lê Văn Gẫm, laico, coniugato, nato verso il 1813 a Gò Công
- 1º maggio 1851 a Sơn Tây
  - Augustin Schoeffler, sacerdote della Società per le missioni estere di Parigi, nato il 22 novembre 1822 a Mittelbronn
- 1º maggio 1852 Nam Định
  - Jean-Louis Bonnard, sacerdote della Società per le missioni estere di Parigi, nato il 1º marzo 1824 a Saint-Christo-en-Jarez
- 3 luglio 1853 a Đinh Khao
  - Philiphê Phan Văn Minh, sacerdote del vicariato apostolico della Cocincina occidentale, nato verso il 1815 a Cái Mơn
- 2 maggio 1854 a Vĩnh Long
  - Giuse Nguyễn Văn Lựu, laico, catechista, nato verso il 1790 a Cái Nhum
- 15 luglio 1855 a Mỹ Tho, Tien Giang
  - Anrê Nguyễn Kim Thông Năm Thuông, laico, catechista, nato verso il 1790 a Go Thị
- 13 febbraio 1856 a Ninh Bình
  - Laurensô Nguyễn Văn Hưởng, sacerdote del clero del vicariato apostolico del Tonchino occidentale, nato verso il 1802 a Kẻ Sài
- 6 aprile 1857 a Bảy Mẫu
  - Phaolô Lê Bảo TỊnh, sacerdote del clero del vicariato apostolico del Tonchino occidentale, nato verso il 1793 a Trịnh Hà
- 22 maggio 1857 ad An Hòa
  - Micae Hô Ðình Hy, laico, coniugato, nato verso il 1808 a Như Lâm
- 25 maggio 1857 a Sơn Tây
  - Pherô Ðoàn Văn Vân, laico, catechista, nato verso il 1780 a Kẻ Bói
- 20 luglio 1857 a Nam Định
  - José María Díaz Sanjurjo, domenicano, vicario apostolico del Tonchino centrale, nato il 25 ottobre 1818 a Santa Eulalia de Suegos
- 28 luglio 1858 a Nam Định
  - José Melchor García-Sampedro Suárez, domenicano, vicario apostolico del Tonchino centrale, nato il 26 aprile 1821 a Cortes
- 6 ottobre 1858 ad An Hòa
  - Phanxicô Trần Văn Trung, laico, nato verso il 1825 a Phan Xá
- 5 novembre 1858 a Hưng Yên
  - Ðaminh Mầu, sacerdote professo dell'ordine domenicano, nato verso il 1794 a Phú Nhai
- 13 gennaio 1859 a Nam Định
  - Ðaminh Phạm Trọng Khảm, laico del terz'ordine secolare domenicano, coniugato, nato verso il 1780 a Quần Cống
  - Giuse Phạm Trọng Tả, laico del terz'ordine secolare domenicano, coniugato, nato verso il 1800 a Quần Cống
  - Luca Phạm Trọng Thìn, laico del terz'ordine secolare domenicano, coniugato, nato verso il 1819 a Quần Cống
- 13 febbraio 1859 a Gia Định
  - Phaolô Lê Văn Lộc, sacerdote del vicariato apostolico della Cocincina occidentale, nato verso il 1830 ad An Nhơn
- 11 marzo 1859 a Hưng Yên
  - Ðaminh Cẩm, sacerdote del terz'ordine secolare domenicano, nato a Cẩm Chương
- 28 maggio 1859 a Saigon
  - Phaolô Hạnh, laico, nato verso il 1826 a Chợ Quán
- 31 luglio 1859 a Châu Ðốc
  - Phêrô Ðoàn Công Quý, sacerdote del vicariato apostolico della Cocincina occidentale, nato verso il 1826 a Búng
  - Emmanuel Lê Văn Phụng, laico, coniugato, nato verso il 1796 a Ðầu Nước
- 30 gennaio 1860 a Hưng Yên
  - Tôma Khuông, sacerdote del terz'ordine secolare domenicano, nato verso il 1789 a Nam Hòa
- 25 ottobre 1860 ad An Hòa
  - Giuse Lê Dăng Thi, laico, coniugato, nato verso il 1825 a Kẻ Văn
- 3 novembre 1860 a Sơn Tây
  - Pierre-François Néron, sacerdote della Società per le missioni estere di Parigi, nato il 21 settembre 1818 a Bornay
- 2 febbraio 1861 a Ô Cầu Giấy
  - Jean-Théophane Vénard, sacerdote della Società per le missioni estere di Parigi, nato il 21 novembre 1829 a Saint-Loup-sur-Thouet
- 7 aprile 1861 a Mỹ Tho
  - Phêrô Nguyễn Văn Lựu, sacerdote del vicariato apostolico della Cocincina occidentale, nato verso il 1812 a Gò Vấp
- 30 aprile 1861 a Hưng Yên
  - Giuse Tuân Hoan, sacerdote professo dell'ordine domenicano, nato verso il 1821 a Trần Xá
- 26 maggio 1861 vicino a Ðồng Hới
  - Gioan Ðoàn Trinh Hoan, sacerdote del clero del vicariato apostolico della Cocincina settentrionale, nato verso il 1798 a Kim Long
  - Matthêô Nguyễn Văn Đắc Phượng, laico, coniugato, nato verso il 1808 a Kẻ Lái
- 1º novembre 1861 a Hải Dương
  - Jerónimo Hermosilla Aransáez, domenicano, vicario apostolico del Tonchino orientale, nato il 30 settembre 1800 a Santo Domingo de la Calzada
  - Valentín Berrio-Ochoa de Aristi, domenicano, vicario apostolico del Tonchino centrale, nato il 14 febbraio 1827 a Elorrio
  - Pere Josep Almató Ribera Auras, sacerdote professo dell'ordine domenicano, nato il 1º novembre 1830 a Sant Feliu Sasserra
- 14 novembre 1861 a Bình Định
  - Étienne-Théodore Cuenot, membro della Società per le missioni estere di Parigi, vicario apostolico di Cocincina, nato l'8 febbraio 1802 a Le Bélieu
- 6 dicembre 1861 a Hải Dương
  - Giuse Nguyễn Duy Khang, laico del terz'ordine secolare domenicano, catechista, nato verso il 1832 a Trà Vinh
- 22 maggio 1862 a Nam Định
  - Laurensô Ngôn, laico, coniugato, nato a Lục Thủy
- 1º giugno 1862 a Hoàng Xá
  - Giuse Túc, laico, nato verso il 1843 a Hoàng Xá
- 2 giugno 1862 ad An Triêm
  - Ðaminh Ninh, laico, nato verso il 1835 a Trung Linh
- 3 giugno 1862 a Nam Định
  - Phaolô Vũ Văn Dương Ðổng, laico, coniugato, nato verso il 1792 a Vực Ðường
- 5 giugno 1862 a Nam Định
  - Ðaminh Toai, laico, coniugato, nato verso il 1811 a Ðong Thành
  - Ðaminh Huyện, laico, coniugato, nato verso il 1817 a Ðong Thành
- 6 giugno 1862 a Nam Định
  - Phêrô Dũng, laico, coniugato, nato verso il 1800 a Đông Hào
  - Phêrô Thuan, laico, coniugato, nato verso il 1802 a Đông Phú
- 6 giugno 1862 a Nam Định
  - Vinh-sơn Dương, laico, coniugato, nato verso il 1821 a Doãn Trung
- 7 giugno 1862 a Nam Định
  - Giuse Tuân, laico, coniugato, nato verso il 1824 a Nam Điền
- 16 giugno 1862 a Làng Cốc
  - Anrê Tường, laico, nato verso il 1812 a Ngọc Cục
  - Vinh Sơn Tường, laico, nato verso il 1814 a Ngọc Cục
  - Đaminh Nguyễn Đức Mạo, laico, coniugato, nato verso il 1818 a Ngọc Cục
  - Đaminh Nhi, laico, nato a Ngọc Cục
  - Đaminh Nguyễn, laico, coniugato, nato verso il 1802 a Ngọc Cục
- 17 giugno 1862 a Nam Định
  - Phêrô Đa, laico, coniugato, nato verso il 1802 a Ngọc Cục